# 近藤阳子
近藤阳子（こんどう ようこ，1979年2月13日—）是日本一名女冰球运动员，被视为日本的最佳后卫。她是日本唯一参加1998年和2014年两届冬奥会的运动员，并且是日本2014年冬奥会代表团中年龄最大的运动员。在2014年冬奥会上，她改打前锋。

## 生平
近藤阳子于1973年2月13日出生在日本青森县八户市。近藤阳子6岁开始打冰球，可能受其打冰球的哥哥的影响。1995年近藤开始打冰球职业比赛，并作为日本第一支女子奥林匹克冰球队一员参加了1998年冬季奥林匹克运动会。在那一届奥运会上，近藤感觉身体上无法与外国运动员对抗，球队缺乏一个明确的目标和系统训练，因此难求一胜。近藤表示，如果球队继续提高，有望入围2014年冬季奥林匹克运动会冰球比赛。
近藤阳子随日本队在2001至2013年参加了四次国际冰球联合会世界锦标赛甲级比赛，2001年和2005年取得第二名的成绩，2007年取得冠军，2013年取得第四名。她是一名办公室职员，同时随西武公主兔队参加日本女子冰球联赛，打后卫位置。2014年1月，在一次友谊赛中，日本国家女子冰球队主教练饭冢裕二安排近藤打前锋，结果发现，她的速度、身体、射门都非常适合前锋位置，于是，近藤在2014年冬奥会上打前锋，尽管她从2013年12月才开始这个位置上的训练。
在2014年冬奥会赛场上，近藤阳子已经35岁，是日本代表团中年龄最大的运动员，并且是唯一有冬奥会参赛经历的运动员。近藤认为，这支球队与1998年的球队相比，战术更清晰，备战更充分。2014年冬奥会上，日本女子冰球队依然没有取得一场胜利，最终排名第八位，近藤没有取得进球。